# Pandolfo Petrucci
Pandolfo Petrucci (Siena, 14 febbraio 1452 – San Quirico d'Orcia, 21 maggio 1512) è stato un politico italiano.

Stemma dei Petrucci

Fu Moderatore di Siena di cui gestì il governo, nell'ultimo periodo della sua vita, da Signore suscitando nei suoi contemporanei sentimenti opposti: per gli amici ed alleati Sol oriens e Defensor libertatis della Repubblica di Siena, per gli avversari tiranno scaltro ed infido, pronto a ribaltare amicizie ed alleanze a seconda delle opportunità del momento. Certo le definizioni che ne vennero date risentivano delle passioni politiche sempre intrecciate con gli interessi colpiti o favoriti.

Pandolfo appartenne ad una ricca famiglia di mercanti e continuò a non trascurare la mercatura anche quando conquistò di fatto il massimo potere a Siena, intrecciando affari e politica tanto da essere accusato 
La sua posizione politica ed economica si rafforzò dopo il matrimonio con Aurelia Borghesi figlia di quel Niccolò Borghesi della cui uccisione, 15 luglio 1500, si sospettò fosse il mandante, dopo che questi aveva tramato contro di lui: tutto ciò rientrava nello stile politico dell'epoca. Il Machiavelli, che con lui ebbe diversi contatti diplomatici e ne apprezzò le capacità di statista, lo descrisse come 
La sua figura politica fu controversa ma sempre improntata ad un pragmatismo lucido ed accorto in un momento storico in cui Siena aveva perso lo smalto del XIV secolo e si trovava a competere con vicini più potenti sia sotto l'aspetto economico che militare, mentre sul piano internazionale si imponevano nuovi potentati ormai ben strutturati, avviati ad essere protagonisti della storia europea in generale ed in particolare in quella d'Italia.

## Lo scenario
L'Italia del XV-XVI secolo era in pieno Rinascimento, un periodo splendido sotto l'aspetto artistico e culturale, caratterizzato da una parte da un mecenatismo dovizioso e prodigo, teso ad esaltare le fortune delle casate, ma dall'altra da una debolezza politico-militare diffusa, ancora di tipo medievale, che la rendeva soggetta ad appetiti internazionali e teatro di guerre non solo di conquista ma di esercizio di politiche di potenza tese al predominio europeo.

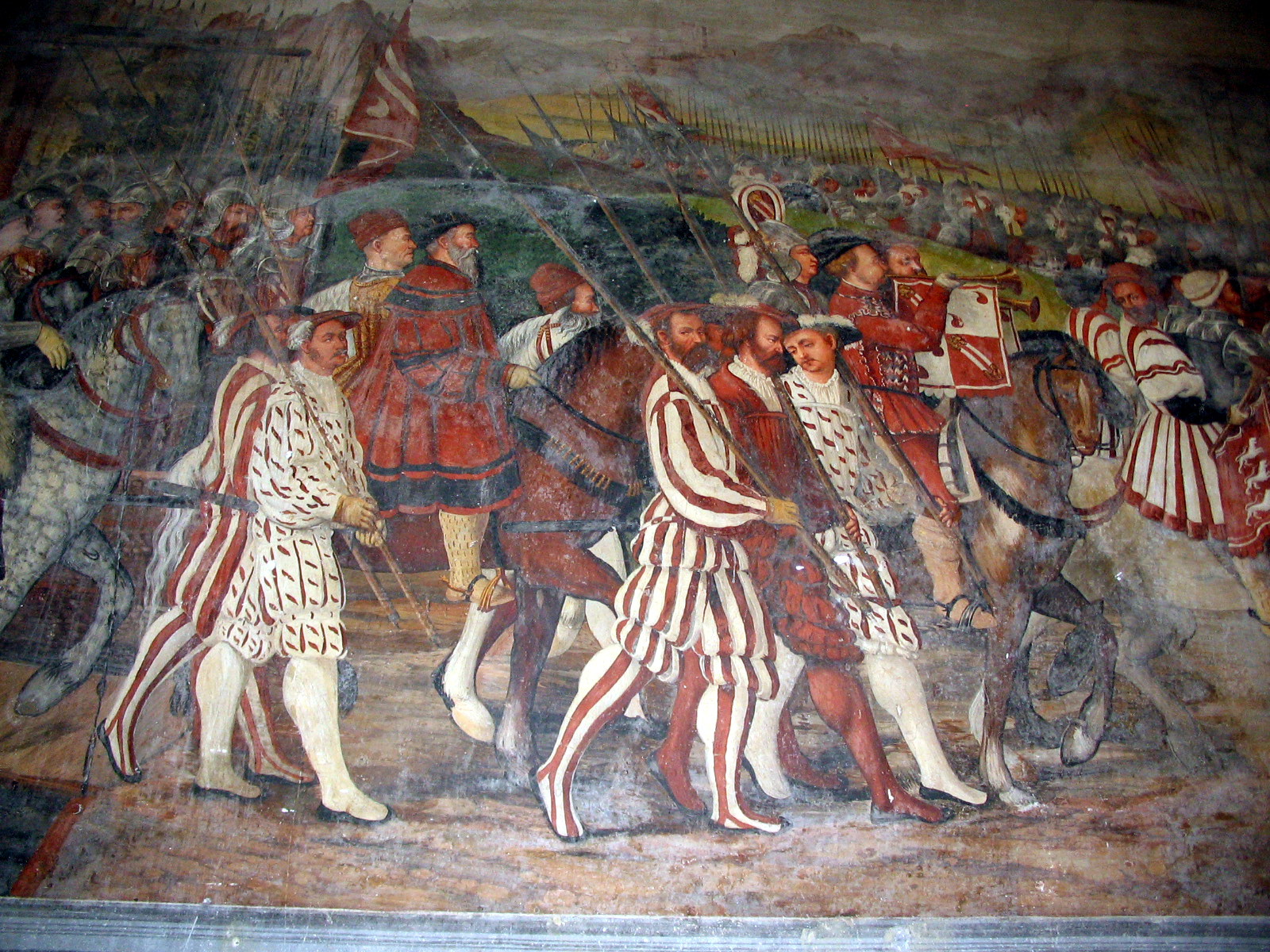
Lanzichenecchi

L'Italia viveva un periodo tumultuoso, teatro di lotte intestine in cui piccoli e meno piccoli potentati regionali cercavano di costituirsi, di consolidarsi ed espandersi a danno dei più deboli, sempre in tensione per non essere fagocitati da poteri più forti, anche se un certo equilibrio era stato raggiunto con la Pace di Lodi.

### La Pace di Lodi
La Pace di Lodi del 9 aprile 1454, sottoscritta prima dal Duca di Milano e da Venezia, estesa poi a Firenze, al re di Napoli ed al Papa nella cosiddetta Lega Italica, fu il risultato di una generale stanchezza, 
(Vivanti Corrado – La storia politica e sociale, Storia d’Italia)
Fu, una pace diretta a tutelare i singoli principati più contro i pericoli interni che contro quelli che potevano venire dall'esterno, contro le congiure, contro le rivolte frutto di un malcontento generale che pervadeva la società, sia nelle città che nelle campagne.

Movimenti rivoltosi si ebbero un po' dappertutto accompagnati, spesso incoraggiati o capeggiati, da gruppi di potere al momento emarginati: ecco, ad esempio, la rivolta dei baroni a Napoli del 1485 conclusa con la loro eliminazione politica e fisica.

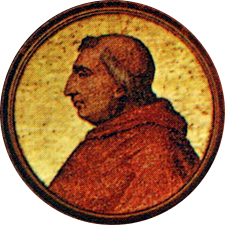
Innocenzo VIII

Al di fuori di una opulenza ostentata e sonnacchiosa l'Italia era intrinsecamente debole ed aperta a qualsiasi avventura di conquista e di intervento esterno specie quando questo era sollecitato da un potentato interno in danno di un altro.

È ciò che avvenne nella seconda metà del 1494 con la calata in Italia di Carlo VIII di Francia, al momento alleato di Ludovico il Moro, già sollecitato da Innocenzo VIII, al secolo Giovanni Battista Cybo, contro il Regno di Napoli. Fu l'inizio delle guerre d'Italia che con alterne vicende e con i diversi protagonisti succedutisi, cambiò l'aspetto geopolitico della penisola con ripercussioni che si trascineranno fino al XIX secolo.

## I Petrucci
Il periodo che va dal 1487 al 1512 è quello in cui si svolse la vicenda politica di Pandolfo Petrucci tra personaggi storici del calibro di Lorenzo il Magnifico, Piero de’ Medici, Ludovico il Moro, papa Alessandro VI, Cesare Borgia, Carlo VIII di Francia, Luigi XII di Francia e l'onnipresente Venezia; quest'ultima sempre attenta a che l'evoluzione degli equilibri regionali non danneggiasse i suoi interessi.
Pandolfo Petrucci ed il fratello Giacomo, Giacoppo, erano tra i maggiori esponenti del Monte dei Nove, i cosiddetti Noveschi, partito che rappresentava gli interessi della ricca borghesia mercantile. Questi, assieme ad altri del gruppo, erano stati banditi il 16 giugno 1483 dal partito avverso, il Monte del Popolo, che al momento reggeva la Repubblica di Siena. Subirono le ritorsioni tipiche dell'epoca quali confische ed esilio, esilio da cui rientrarono con un riuscito e cruento colpo di Stato il 22 luglio 1487. Ne seguì il capovolgimento del gruppo di comando: il Monte dei Nove si sostituì al Monte del Popolo e molti esponenti di quest'ultimo presero, a loro volta, la via dell'esilio. Medesima sorte toccò al giurista Lorenzo Lanti, già ambasciatore della Repubblica di Siena presso il papa e il re di Napoli, e ad alcuni esponenti dei Riformatori, tra i quali si può menzionare Ludovico Luti in esilio dal 1489 a Firenze.

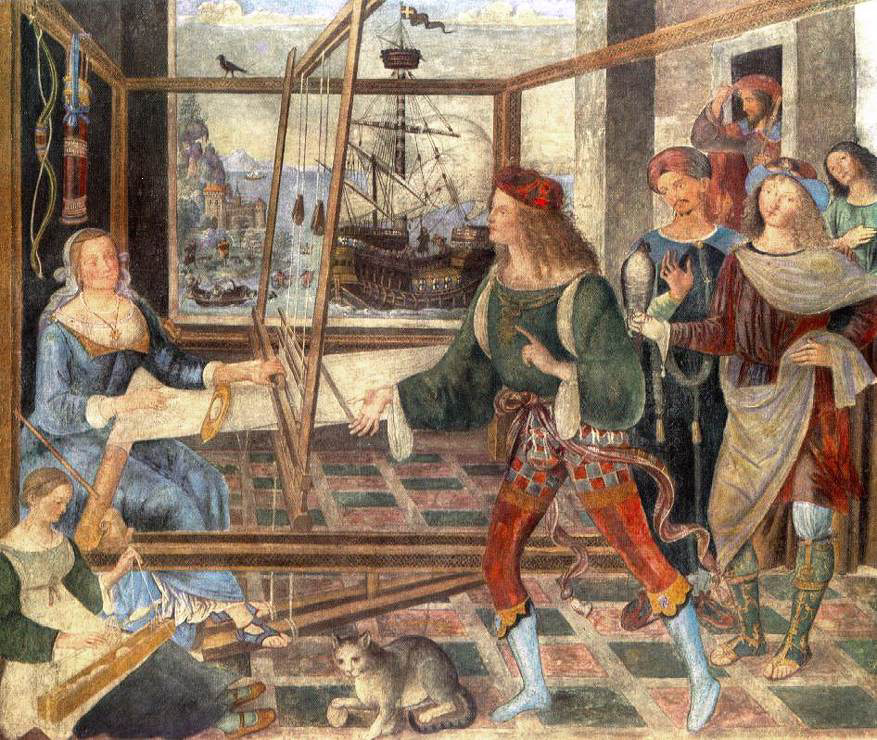
Pinturicchio, Ritorno di Ulisse (1509), adombra il rientro dall'esilio di Pandolfo/Ulisse anticipato dal figlio Borghese/Telemaco

Da questa data cominciò l'avventura dei due fratelli Petrucci dei quali, al momento, l'esponente di maggiore rilevanza era Giacomo. Fu un'avventura che portò Pandolfo ad insignorirsi di Siena diventando un coprotagonista nella storia d'Italia.
La sua signoria fu, in un certo senso, atipica in quanto lasciò sopravvivere, almeno formalmente, le istituzioni repubblicane limitandosi a controllarle strettamente attraverso uomini fidati che beneficava ampiamente; c'era un certo parallelismo politico con la gestione del potere dei Medici a Firenze.

Si servì anche di personaggi all'inizio ostili ma che, blandendoli e compensandoli generosamente, coinvolse nei suoi progetti legandoli completamente a sé, meritandosi così il giudizio espresso dal Machiavelli: 
(Niccolò Machiavelli – Il Principe, XX.)
Sopravvisse a molti suoi contemporanei, superò, nonostante un brevissimo secondo esilio, il cataclisma Borgia, divenendo il signore assoluto di Siena ammantato dal titolo di Magnifico e come tale si comportò anche nell'arte proteggendo artisti e commissionando grandi opere.

L'unico suo fallimento fu il non essere riuscito a creare una dinastia, ma ciò per demerito dei suoi successori incapaci e per colpa della storia che non consentì più la sopravvivenza dei piccoli stati regionali.
Uomini come il Petrucci, i Medici, gli Sforza, i Gonzaga e la stessa Venezia non avranno più storia, altri saranno i protagonisti: gli stati nazionali.

## La politica internazionale
Pandolfo Petrucci svolse nei confronti degli altri potentati una politica del tutto pragmatica, oggi diremmo una realpolitik, lontana da quell'interventismo avventuristico che un'altra parte, una corrente, del Monte dei Nove voleva.
La sua fu una politica altalenante specie con Firenze, eterna rivale, fatta di alleanze e ritorsioni, attenta a cogliere le occasioni utili per porre Siena e se stesso al centro della scena diplomatica, barcamenandosi tra potentati nazionali ed internazionali ben più forti. Ostacolò Firenze nelle sue mire su Pisa in un gioco diplomatico diretto a non isolare Siena e ad impedire il rafforzamento della rivale, che peraltro cercava di sfruttare contro il Petrucci ed il suo gruppo il fenomeno del fuoriuscitismo.

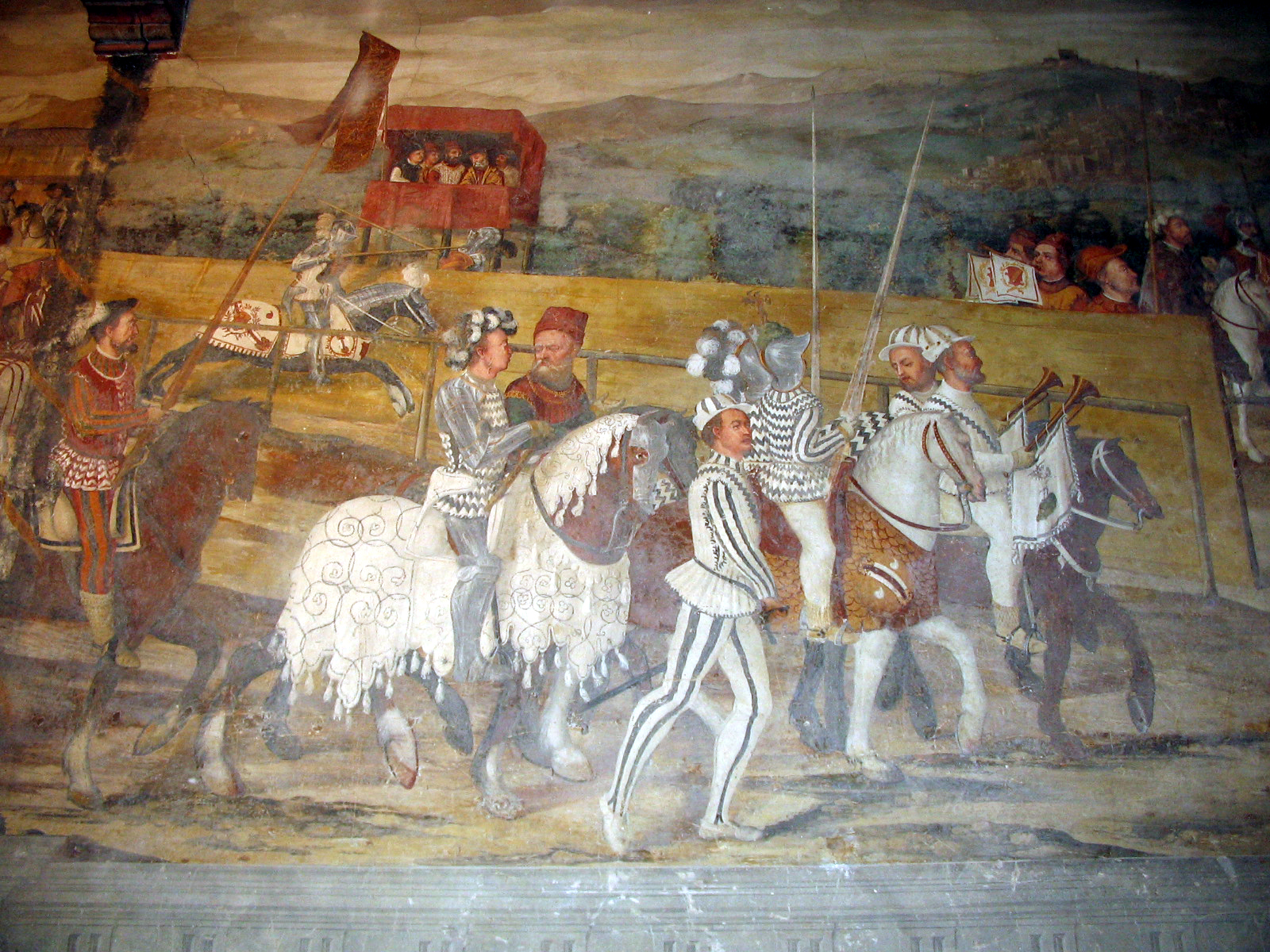
Cavalleria rinascimentale

Il colpo di Stato con cui il Monte dei Nove aveva assunto il potere a Siena aveva inesorabilmente costretto gli esponenti più importanti della parte sconfitta all'esilio facendone dei fuoriusciti.
Il fuoriuscitismo fu un fenomeno che si ripeteva alternativamente ad ogni cambio di gestione del potere; diffuso e comune in tutti i principati costituiva per i gruppi dirigenti una spina nel fianco. I fuoriusciti non si rassegnavano alla sconfitta e, sempre alla ricerca della rivalsa, continuavano a tramare contro quei nuovi dirigenti che li avevano cacciati. Era un fiorire continuo di congiure, contatti, alleanze teso al recupero delle posizioni perdute; spesso i fuoriusciti costituivano un'arma di pressione in mano a potentati esterni che li utilizzavano per destabilizzare un governo ritenuto ostile.
Fu quello che accadde anche a Siena i cui fuoriusciti, aiutati da Firenze, tramavano in tutte le direzioni nel tentativo di capovolgere la situazione e recuperare le posizioni perdute con il colpo di Stato del 1487.

## Carlo VIII
L'avventura italiana di Carlo VIII del 1494 per la conquista del Regno di Napoli suscitò timori e speranze: timori per gli stati che dovevano ospitare le truppe francesi di passaggio verso il Sud e speranze in quegli ambienti quali i fuoriusciti di Siena che vi vedevano l'opportunità di una rivincita e di un rientro dall'esilio.

Al tempo stesso fu la dimostrazione lampante della debolezza dell'Italia o per meglio dire degli stati italiani. Basti pensare che le truppe francesi attraversarono l'Italia e raggiunsero Napoli in poco più di quattro mesi e anche se la loro fu una conquista effimera bastò a scompaginare il quadro geopolitico dando inizio a quelle che saranno definite dal Guicciardinile 
(Guicciardini F. - Storia d'Italia)
Lo spettacolo cui si assistette non fu esaltante.
Da una parte Piero de' Medici consentì a Carlo VIII di impossessarsi di Livorno, Pisa, Pietrasanta e Sarzana e per questo fu cacciato dai fiorentini in rivolta che instaurarono la Repubblica. Dall'altra Siena dovette subire Carlo VIII, quando questi decise di entrarvi il 2 dicembre 1494, ed il rientro dei fuoriusciti imposto dal Re stesso.

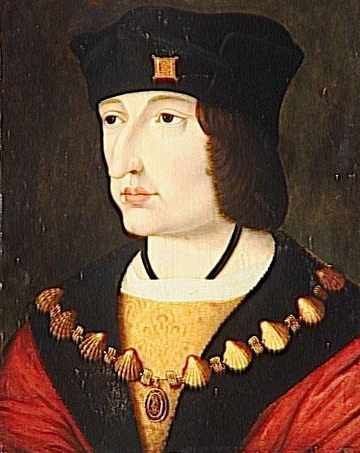
Carlo VIII

Il ritorno dei fuoriusciti per quanto obbligato fu, tuttavia, controverso e solo dopo l'intervento pragmatico di Pandolfo, che si rendeva conto della sua ineluttabilità, fu accettato senza ulteriori pericolosi contrasti. Giacomo e Pandolfo uscirono da questi avvenimenti rafforzati, mentre la fazione più intransigente capeggiata da Lucio Bellanti ne risultò indebolita.
È proprio in occasione di una seconda venuta di Carlo VIII, 13 giugno 1495, che emerge la figura di Pandolfo Petrucci come il vero ispiratore della politica internazionale di Siena in contrasto con il Bellanti.
Emersero in questa occasione le due anime del Monte dei Nove, una capeggiata dal Bellanti più oltranzista e radicale, l'altra, che faceva sempre più riferimento al Pandolfo, più possibilista e pragmatica, entrambe con il vero obiettivo della conquista del potere a Siena.

Il contrasto tra i due, che da ideologico era diventato personale, divenne insanabile e portò ad una congiura organizzata contro Pandolfo dal Bellanti con l'appoggio della Firenze repubblicana, sempre pronta a destabilizzare il governo della rivale Siena. La congiura fallì, il Bellanti fu esiliato il 15 settembre 1496 e si rifugiò a Firenze dove fu ucciso nel 1499.
Anche questa volta si sospettò la longa manus di Pandolfo Petrucci; certo è che mai omicidi come quelli del suocero Niccolò Borghesi, di Lucio Bellanti e di Ludovico Luti (ucciso come il Bellanti a Firenze nel 1499) furono così tempestivi ed utili allo sviluppo della carriera politica del Petrucci, ma… tant'è, questi erano i tempi.

Da questo momento la politica internazionale senese sarà quella dettata da Pandolfo Petrucci che, specialmente dopo la morte del fratello Giacomo, 25 settembre 1497, ne sarà l'unico ed incontrastato ispiratore ed interprete divenendo il Defensor Libertatis di Siena o in altre parole il suo Signore: così sarà visto da Firenze e dagli altri potentati. L'ambasciatore fiorentino disse di lui:
(Gattoni da Camogli M. – Pandolfo Petrucci e la politica estera della Repubblica di Siena (1487-1512))
Si potrebbe dire: l'uso della politica internazionale per la conquista e il consolidamento del potere interno.

## Firenze e la Francia

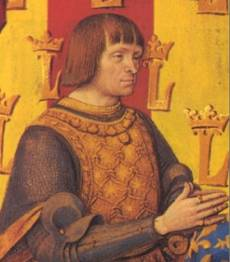
Luigi XII

I rapporti di Pandolfo Petrucci con Firenze, improntati a vigile diffidenza, furono sempre altalenanti e quand'anche sanciti da alleanze non impedirono a Pandolfo contatti con i nemici della repubblica fiorentina al fine di indebolirla. Rapporti peraltro complicati da una nuova calata in Italia dei francesi, questa volta voluta da Luigi XII, successore di Carlo VIII, che pretendeva il Ducato di Milano ed il Regno di Napoli, forte peraltro della politica filofrancese di Firenze, Venezia e del papa Alessandro VI.
Per il Petrucci fu il momento dell'alleanza con Luigi XII o meglio dell'acquisto della sua benevolenza. Questa alleanza si sarebbe dimostrata una straordinaria intuizione in quanto allontanava eventuali pericoli da parte di Firenze anch'essa alleata del francese ed allo stesso tempo utilissima quando Pandolfo si verrà a trovare in difficoltà con Cesare Borgia, il Valentino.
Luigi XII era l'unico freno, l'unico muro difensivo contro il dirompente Borgia.

## I Borgia
Il 25 luglio 1492 scomparve papa Innocenzo VIII, con conseguenze drammaticamente eccezionali per lo scacchiere geopolitico italiano. La rottura venne dall'elevazione al pontificato, il 9 agosto dello stesso anno, di Rodrigo Borgia con il nome di Alessandro VI.

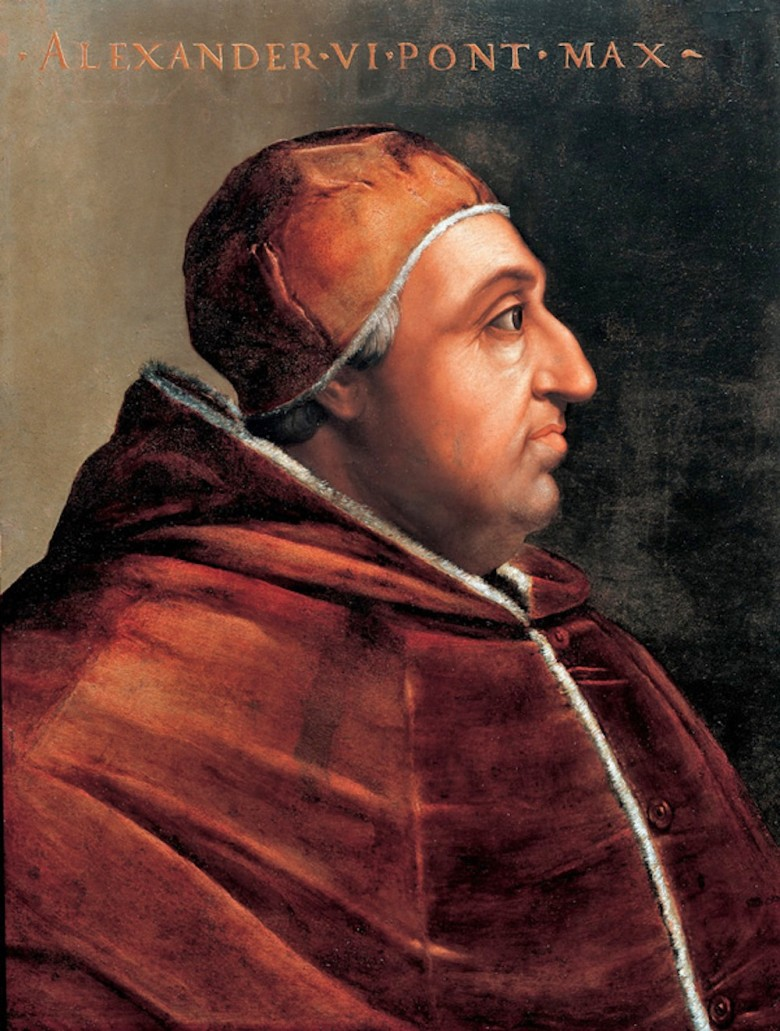
Alessandro VI

Alessandro VI, il cui obiettivo primario era la grandezza del proprio casato e la creazione di uno stato per i suoi figli, fu come un terremoto per quelle signorie grandi e piccole che lottavano per sopravvivere. Il suo braccio armato era il figlio Cesare detto il Valentino, successo nelle ambizioni paterne al fratello Giovanni, assassinato secondo molti su mandato del Valentino stesso.
L'apparizione dei Borgia sconvolse violentemente l'equilibrio tra i principati dell'Italia centrale, con riflessi internazionali importanti. Il Valentino dotato di una ambizione sfrenata pari alla sua irruenza e alla lucida comprensione della debolezza politico-militare dei principati italiani, forte dell'appoggio paterno irruppe sulla scena politica dell'Italia centrale sconvolgendone gli equilibri, eliminando signorie, fagocitandone alcuni stati.

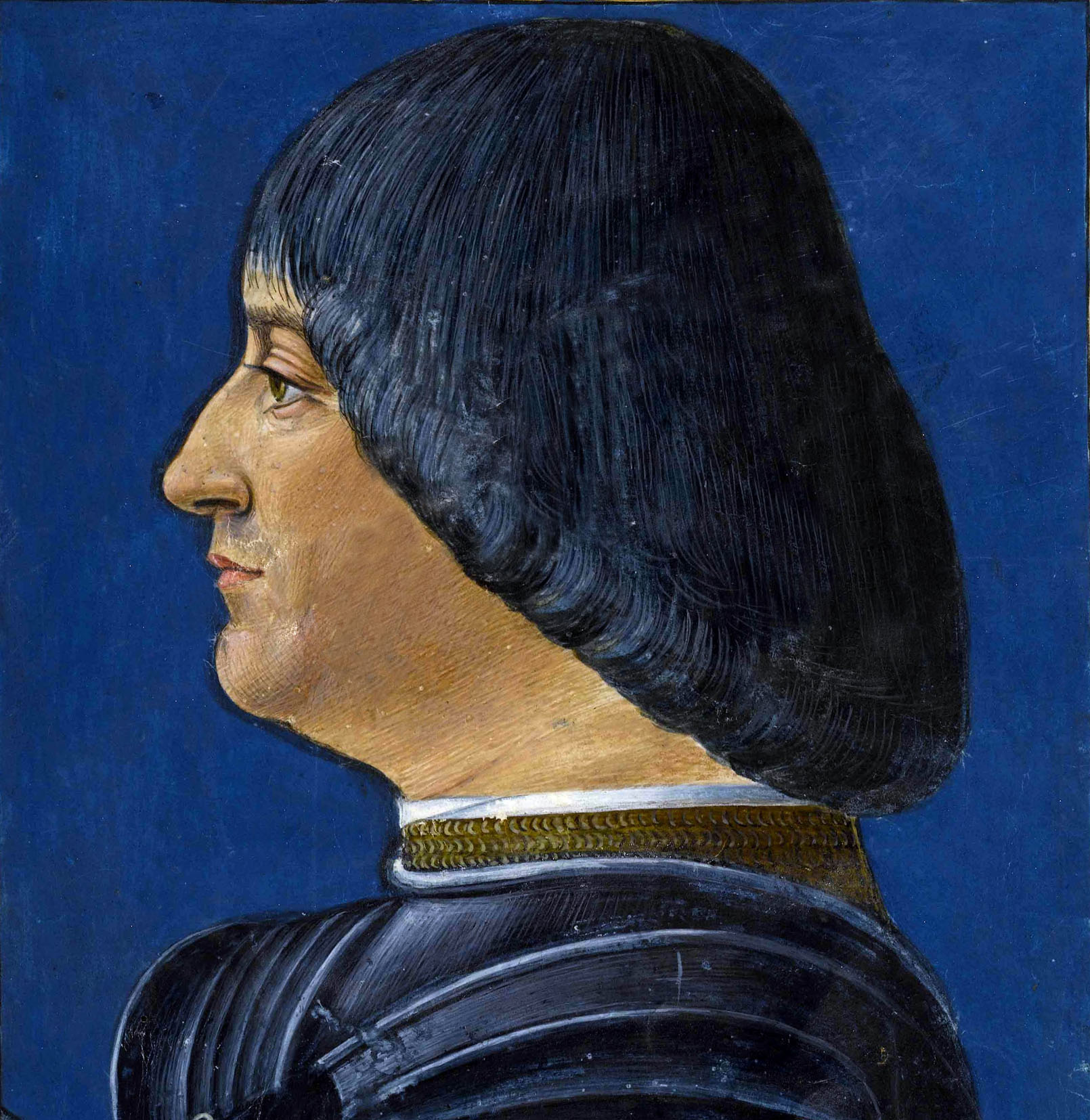
Ludovico il Moro

Tutto questo in un momento in cui declinava la stella di Ludovico il Moro, utile a Siena in quanto la tradizionale politica di espansione del Ducato di Milano a sud del Po teneva sotto pressione e quindi controllava i suoi antagonisti, prima fra tutti Firenze. Pandolfo aiutò segretamente il Moro nella sua resistenza, perdente, contro la Francia, nonostante avesse legato Siena al carro di Luigi XII, ma inutilmente. Perduta la battaglia di Novara contro i francesi, il Moro cercò la fuga mescolandosi, travestito da soldato, tra i suoi mercenari svizzeri, ma tradito da questi, 10 aprile 1500, fu consegnato ai francesi che lo tradussero in Francia dove morirà nel 1508 prigioniero nel castello di Loches.

### Il Valentino e Pandolfo
L'azione militare del Valentino fu irruente e devastante: caddero in fasi successive Imola, Forlì, i Malatesta di Rimini, i Manfredi di Faenza, Pesaro, Camerino, Urbino, Perugia tra efferatezze d'ogni genere, mentre Siena, Firenze e Bologna rientravano fra i suoi possibili obbiettivi.

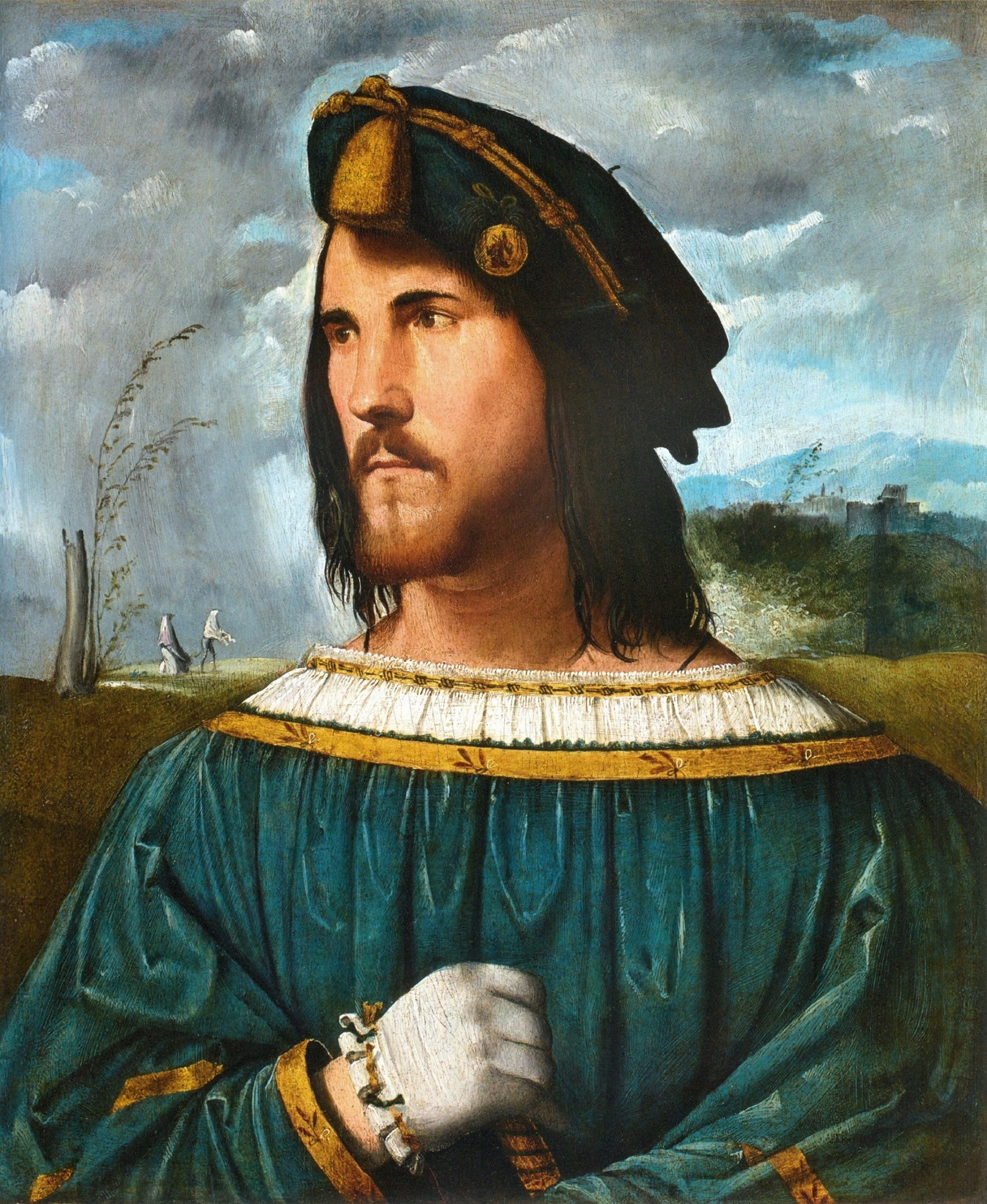
Cesare Borgia, il Valentino

Pandolfo Petrucci era consapevole della debolezza intrinseca di Siena di fronte alle armate del Borgia, dietro cui c'era il padre, papa Alessandro VI, ed il Re di Francia, Luigi XII che intendeva servirsene per conquistare Napoli, però nello stesso tempo vedeva nel Valentino delle opportunità per acquisire dei benefici territoriali. In questa ottica addivenne con lo stesso ad un accordo-alleanza, accordo attento e sospetto ancorché obbligato, gradito al papa ed utile in quanto indeboliva Firenze, ma con altrettante riserve mentali da parte del Borgia, sempre pronto ad eliminare il Petrucci unico vero ostacolo alla conquista di Siena.

#### La congiura della Magione
Dopo la caduta di Urbino, 21 luglio 1502 parve chiaro che la prossima azione del Borgia sarebbe stata contro Perugia e poi contro Siena e Bologna. Fu così che si arrivò nell'ottobre del 1502 alla cosiddetta congiura della Magione, dal nome del castello del cardinale Gian Battista Orsini, tesa ad eliminare il Valentino. A essa parteciparono il cardinale stesso ed alcuni familiari come Paolo Orsini, Francesco Orsini duca di Gravina, Oliverotto Offreducci, signore di Fermo, Gianpaolo e Gentile Baglioni di Perugia, Ermes Bentivoglio di Bologna, Ottaviano Fregoso per conto di Guidobaldo da Montefeltro, duca spodestato di Urbino, Vitellozzo Vitelli, signore di Città di Castello e, per conto di Pandolfo Petrucci, Antonio da Venafro, suo amico e confidente.
Questo accordo-congiura, tuttavia, nasceva tra diffidenze reciproche e viziato da debolezze reali: l'accordo fra deboli non generò una forza ma solo una debolezza più grande di cui ebbe facilmente ragione l'astuzia e la ferocia di Cesare Borgia. Infatti, conquistata Senigallia invitò ad una riconciliazione i maggiori esponenti della congiura della Magione manifestando una cordialità ed una convivialità che ingannarono gli invitati.
Era una trappola, furono fatti prigionieri ed uccisi dopo essere stati opportunamente torturati: così morirono, nel dicembre 1502, Vitellozzo Vitelli, Oliverotto da Fermo, Paolo e Francesco Orsini, mentre il cardinale Gian Battista Orsini morì nelle prigioni di Castel Sant’Angelo avvelenato, si disse per ordine del papa.
Di questa strage ha lasciato testimonianza Niccolò Machiavelli nel suo trattato Descrizione del modo tenuto dal Duca Valentino nello ammazzare Vitellozzo Vitelli, Oliverotto da Fermo, il Signor Pagolo e il duca di Gravina Orsini.

## Apoteosi
Compiuta la strage di Senigallia, il Valentino prese Perugia, abbandonata dai Baglioni, gennaio 1503, per poi indirizzarsi contro Siena e l'odiato Pandolfo. Cercò di sfruttarvi gli antagonismi tuttora vivi contro Pandolfo per provocarne dall'interno la caduta eliminando così l'ultimo vero ostacolo alla conquista di Siena.
Siena era ben consapevole che la sua libertà sarebbe finita con l'uscita di scena del Petrucci ma nulla poteva contro il Borgia e così la Balîa accordò al Petrucci che l'aveva richiesto, il 28 gennaio 1503, il permesso di allontanarsi. Ne seguì un rimescolamento del governo che si affrettò, per compiacere il Valentino, a bandire Pandolfo proclamandolo esule.
C'era, tuttavia, un ostacolo sia alle mire del Valentino che alle aspettative della corrente avversa al Petrucci, ed era la protezione del re di Francia, Luigi XII, di cui godeva il Petrucci stesso, protezione foraggiata con il pagamento di 40.000 ducati d'oro.
Questa protezione si concretizzò nell'intervento diretto di Luigi XII che impose il rientro a Siena di Pandolfo, tramutando quella che era apparsa come una sua uscita definitiva dalla scena politica in una vittoria clamorosa con il risultato di rafforzarne l'immagine ed il carisma: fu il ritorno del Defensor Libertatis, fine marzo 1503, ed una sanguinosa umiliazione per Cesare Borgia che nulla poteva contro il Re di Francia.
Sarà la morte del padre, il papa Alessandro VI, a concludere l'intensa ma effimera meteora politico-militare del Valentino lasciando tuttavia evidente l'intrinseca debolezza dell'Italia che aveva consentito l'avventura borgiana senza nulla potere contro di essa.
Siena era stata salvata da Pandolfo Petrucci ma questi era stato salvato da Luigi XII.

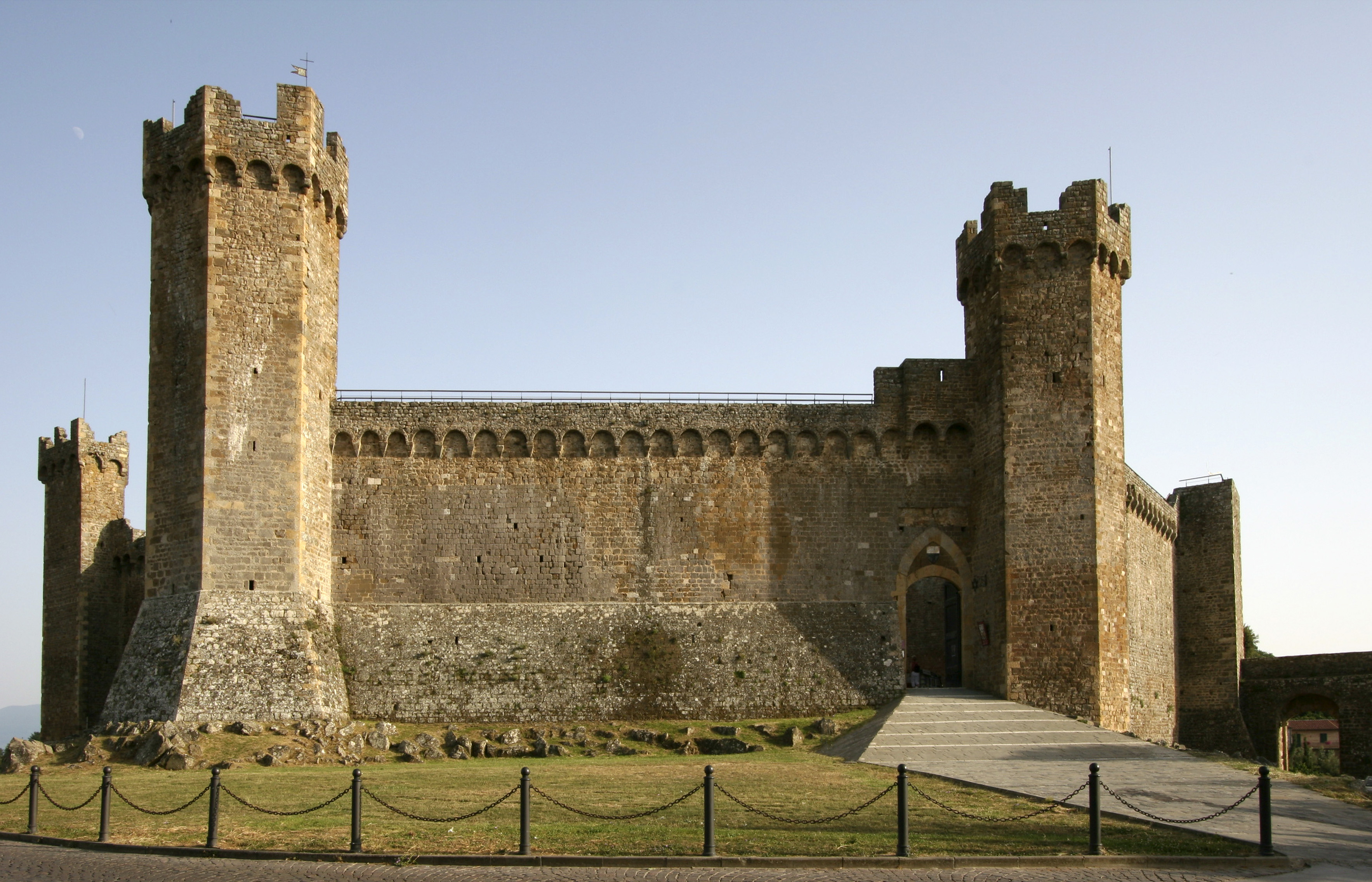
Il castello di Montalcino

Il 21 maggio 1512
Pandolfo Petrucci fu sepolto a Siena nel convento dell'Osservanza.
Alcuni decenni dopo la repubblica di Siena perderà la sua libertà, il 17 aprile 1555, davanti alle truppe imperiali al comando di Gian Giacomo Medici, il Medeghino: rimarranno solo i sassi del castello di Montalcino a gridare in silenzio:
superstite drappello, ancor quattr’anni
oppose alla mitraglia dei tiranni
la repubblica sua percossa a morte.»
(Marradi G.)

## Discendenza
Pandolfo sposò nel 1482 Eufrasia Martinozzi, la quale morì pochi anni dopo. Nel 1487 ebbe luogo il secondo matrimonio di Pandolfo Petrucci, questa volta con Aurelia Borghesi, figlia del letterato e illustre senese Niccolò Borghesi. Da questo matrimonio nacquero quattro maschi e almeno tre femmine:
- Sulpizia (1488-?), sposata a Gismondo Chigi nel 1503
- Giulio Cesare (1489-?), morto in età prematura
- Francesca (?-?), sposata a Orazio Baglioni nel 1514
- Borghese (1490-1526), capo della signoria di Siena dal 1512 al 1515
- Alfonso (1491-1517), cardinale
- Porzia (1503-?), sposata a Buoncompagno Agazzari nel 1525
- Fabio (1505-1529), capo della signoria di Siena dal 1523 al 1525 e poi governatore di Spoleto